# Allodiopsis adumbrata
Allodiopsis adumbrata är en tvåvingeart som beskrevs av Zaitzev 1982. Allodiopsis adumbrata ingår i släktet Allodiopsis och familjen svampmyggor. Inga underarter finns listade i Catalogue of Life.